# Зайцев, Николай Николаевич
Николай Николаевич Зайцев (17 февраля 1909 — 23 декабря 1980) — советский государственный и политический деятель.

## Биография
Родился в Кусинском заводе Златоустовского уезда в 1909 году. Член ВКП(б).
С 1922 года — на общественной и политической работе. В 1922—1973 гг. — ученик сапожника частной мастерской, учащийся школы фабрично-заводского ученичества при Кусинском чугунно-литейном заводе, студент Московского института цветных металлов и золота, лаборант; начальник отдела; заместитель начальника центральной лаборатории завода им. И. В. Сталина, заместитель секретаря Молотовского ГК ВКП(б) по оборонной промышленности, третий секретарь Молотовского ГК ВКП(б), парторг ЦК ВКП(б) на заводе им. И. В. Сталина, заведующий отделом машиностроения Молотовского обкома ВКП(б), председатель Молотовского горисполкома, первый заместитель председателя Пермского облисполкома, руководитель сектора по металлу в Уральском филиале Всесоюзного научно-исследовательского и проектного института химической промышленности.
Избирался депутатом Верховного Совета РСФСР 3-го и 4-го созывов.
Умер в Перми в 1980 году.